# Высоково (Грязовецкий район)
Высо́ково — деревня в Грязовецком районе Вологодской области.
Входит в состав Ростиловского муниципального образования, с точки зрения административно-территориального деления — в Ростиловский сельсовет.
Расстояние по автодороге до районного центра Грязовца — 26 км, до центра муниципального образования Ростилово — 19 км.
По переписи 2002 года население — 2 человека.